# قائمة الدبلوماسيين الأتراك الذين اغتالتهم المنظمات الأرمينية المسلحة
هذه قائمة بالدبلوماسيين الأتراك الذين قتلوا على أيدي المنظمات المسلحة الأرمينية. تشمل القائمة عائلات الدبلوماسيين والموظفين الذين قتلوا نتيجة الهجمات الموجهة ضد الدبلوماسيين الأتراك.
تبدأ الهجمات المذكورة هنا باغتيال محمد بايدر، القنصل العام التركي في لوس أنجلوس، وبهادير دمير، القنصل في نفس القنصلية العامة. ومع أن الهجمات على الدبلوماسيين الأتراك بدأت مع هذه الاغتيالات في عام 1973 من قبل الجاني الفردي، فإن كوركين يانيجيان، فقد تحمل الجيش الأرميني السري لتحرير أرمينيا مغاوير العدالة للإبادة الجماعية للأرمن المسؤولية أو اتهموا تنفيذ هجمات ضد الدبلوماسيين الأتراك والمصالح التركية الأخرى في 16 دولة بين عامي 1975 و1984.
تعزو وزارة الخارجية الأمريكية، في عهد الرئيس رونالد ريغان - وكذلك المسلحين أنفسهم - الاغتيالات إلى إنكار تركيا العلني للإبادة الجماعية للأرمن. و منظمة الجيش الأرميني السري لتحرير أرمينيا نفسها ومصادر أخرى وصفتها بأنها منظمة مسلحة وحرب العصابات. بعض المصادر، بما في ذلك الوزارات الأذربيجانية والأمريكية، وكذلك وزارة الثقافة التركية، صنفتها على أنها منظمة إرهابية.

## السبعينيات
| اسم             | البعثة الدبلوماسية       | عنوان                             | تاريخ          |                       |
| --------------- | ------------------------ | --------------------------------- | -------------- | --------------------- |
| محمد بايدر      | سانتا باربرا، كاليفورنيا | القنصل العام                      | 27 يناير 1973  | بواسطة جورجن يانيكيان |
| بهادير دمير     | سانتا باربرا، كاليفورنيا | قنصل                              | 27 يناير 1973  | بواسطة جورجن يانيكيان |
| إسماعيل إيرز    | باريس                    | سفير                              | 24 أكتوبر 1975 | [ 27 ] [ 28 ] [ 29 ]  |
| طالب ينر        | باريس                    | سائق للسفير                       | 24 أكتوبر 1975 | [ 30 ]                |
| دانيش توناليجيل | فيينا                    | سفير                              | 27 أكتوبر 1975 | [ 31 ]                |
| أوكتار سيريت    | بيروت                    | السكرتير الاول                    | 16 فبراير 1976 | [ 32 ] [ 33 ]         |
| طه كريم         | الكرسي الرسولي           | سفير                              | 9 يونيو 1977   | [ 34 ]                |
| نيكلا كونيرالب  | مدريد                    | زوجة السفير التركي في مدريد       | 2 يونيو 1978   | [ 35 ]                |
| بشير بالتشيوغلو | مدريد                    | سفير متقاعد، شقيق السيدة كونيرالب | 2 يونيو 1978   | [ 35 ]                |
| أحمد بينلر      | The Hague                | نجل السفير                        | 12 أكتوبر 1979 | [ 36 ]                |
| يلماز كولبان    | باريس                    | مستشار سياحي                      | 22 ديسمبر 1979 | [ 37 ]                |

## الثمانينيات
| اسم              | البعثة الدبلوماسية | عنوان               | تاريخ          | ملحوظات                                                                        |
| ---------------- | ------------------ | ------------------- | -------------- | ------------------------------------------------------------------------------ |
| غالب أوزمن       | أثينا              | ملحق                | 31 يوليو 1980  | [ 38 ] [ 39 ] [ 40 ]                                                           |
| نسليهان أوزمن    | أثينا              | ابنة الملحق أوزمن   | 31 يوليو 1980  | [ 38 ] [ 39 ] [ 40 ]                                                           |
| Şarık Arıyak     | سيدني              | القنصل العام        | 17 ديسمبر 1980 | [ 41 ] [ 42 ] [ 43 ]                                                           |
| إنجين سيفر       | سيدني              | ملحق                | 17 ديسمبر 1980 | [ 41 ] [ 42 ] [ 43 ]                                                           |
| Reşat Moralı     | باريس              | ملحق عمالي          | 4 مارس 1981    |                                                                                |
| Tecelli Arı      | باريس              | ضابط دين            | 4 مارس 1981    |                                                                                |
| M. Savaş Yergüç  | جنيف               | سكرتير محلي         | 9 يونيو 1981   |                                                                                |
| جمال أوزين       | باريس              | ملحق                | 24 سبتمبر 1981 |                                                                                |
| كمال أركان       | لوس آنجليس         | القنصل العام        | 28 يناير 1982  | قتل من قبل عضو مغاوير العدالة للإبادة الجماعية للأرمن هامبيغ ساسونيان وشريك له |
| أورهان جوندوز    | لوس آنجليس         | قنصل عام فخري       | 4 مايو 1982    |                                                                                |
| أركوت أكباي      | لشبونة             | ملحق إداري          | 7 يونيو 1982   | [ 44 ]                                                                         |
| أتيلا التيكات    | أوتاوا             | عقيد، ملحق عسكري    | 27 أغسطس 1982  | [ 45 ]                                                                         |
| بورا سويلكان     | Burgas             | ملحق إداري          | 9 سبتمبر 1982  |                                                                                |
| نديد أكباي       | لشبونة             | زوجة الملحق الإداري | 11 يناير 1983  | ي                                                                              |
| غالب بلكار       | بلغراد             | سفير                | 9 مارس 1983    | [ 47 ]                                                                         |
| دورسون أكسوي     | بروكسل             | ملحق إداري          | 14 يوليو 1983  | [ 48 ] [ 49 ] [ 50 ]                                                           |
| Cahide Mıhçıoğlu | لشبونة             | زوجة المستشار       | 27 يوليو 1983  |                                                                                |
| إيشيك يوندر      | طهران              | زوج السكرتير المحلي | 28 أبريل 1984  |                                                                                |
| أردوغان أوزن     | فيينا              | ملحق عمالي          | 20 يونيو 1984  |                                                                                |
| أنور إرغون       | فيينا              | موظف دولي           | 19 نوفمبر 1984 |                                                                                |